# リック・アンド・モーティ
リック・アンド・モーティ（Rick and Morty）はジャスティン・ロイランドとダン・ハーモンによるアメリカのテレビアニメである。
カートゥーン ネットワークのアダルトスイムにて2013年12月2日に放送開始し、批評家から絶賛を受けた。
アルコール依存症の科学者リックと、彼の孫モーティの家族との生活と異次元での冒険でのトラブルを描いている。ロイランドがタイトル名にもなっている主人公の声を演じ、他にもクリス・パーネル、スペンサー・グラマーとサラ・チョークが声優として出演している。
本作は、ロイランドが映画祭『Channel 101』に出品した『バック・トゥ・ザ・フューチャー』のアニメ版パロディが基になっている。放送局がハーモンに番組のアイデアを求め、彼とロイランドが映画祭作品に登場した2人のキャラクターを基に展開させていった。
日本では主にNetflixにて配信しており、2021年頃にシーズン4まで他Web動画配信サイトでも提供が開始された。シーズン3までは日本語吹替版が作られているが、シーズン4以降は今のところ字幕版しか存在しない。また、日本のカートゥーン ネットワークにおいて、アダルトスイムの日本語吹替版制作を担当する事実上のデビュー作である。2022年9月5日にはシーズン6が配信された。
2023年1月25日、ロイランドが家庭内暴力などの容疑で起訴された報道に続き、アダルトスイムはロイランドとの関係を絶った事を発表したため、シーズン7においては、ジャスティン・ロイランズ・ソロヴァニティカード・プロダクション!が製作を担当する最後の作品となった。
2023年7月、アダルトスイムはシーズン7の概要を同月開催のサンディエゴ・コミコンにて発表、アメリカでは2023年10月15日より放送された。
また、従来のシーズンとは異なるシリーズ展開として日本との合作体制による新作が発表された。タイトルは『Rick and Morty: The Anime (en) 』となり、佐野隆史が監督と脚本、テレコム・アニメーションフィルムがアニメーション制作をそれぞれ担当することが明らかにされた。『The Anime』は2024年8月に放送を開始したが、ユーモアや風刺の欠如が指摘され、視聴者からの評価は著しく低いものとなっている。

## あらすじ
天才科学者のリックが、娘家族の家に引っ越してきて間もない頃から物語は始まる。
リックはパラレルワールド間の移動や超光速航行など驚異的なハイテク技術を有し、孫のモーティやサマーを連れて危険な冒険に出ては様々なトラブルを引き起こすか、あるいは巻き込まれ、時には宇宙一のゲームセンターやリゾート施設で遊興にふける。
第1話を除いて、各エピソードにはクレジットシーンの後におまけシーンがついている。
基本的にコメディ作品ではある一方、宇宙的ホラーの要素もある。

## 登場人物
※声優は原語版 / 日本語吹替。
リック・サンチェス
声: ジャスティン・ロイランド / 多田野曜平
主人公のマッドサイエンティスト。本作は無数のパラレルワールドが存在する世界観となっており、物語の中心であるリックはディメンションC-137のリックである。
パラレルワールド間の移動を可能とするポータルガンを発明したことで銀河連邦からその技術を狙われている。ポータルガンの他にも自宅のガレージで円盤型の宇宙船を製造するなど非常に高い技術力を持ち、また、宇宙を股にかけて冒険しているせいかコネクションも幅広い。
孫のモーティやサマーを冒険に連れて行くことが多く、そのことで娘婿のジェリーからは煙たがられている。リックもまた愛娘のベスとできちゃった結婚したジェリーのことを快く思っておらず、突き放すような言動が多い。
リックには「様々な精神疾患の傾向」が現れており、人を遠ざける性格で、彼の時間を有効に活用し、学校、結婚や愛といった多くの普通の人々との普通の会話を避ける。モーティや他の家族からの平凡な頼みに対する彼の振る舞いから、時に孤立していても、リックは彼ら、特にジェリーより優越感を味わっている。アルコール依存症の影響か、話しながらゲップをする癖があったり、口から吐瀉物が垂れている時がある。
パラレルワールドに数多存在するリックは見た目や能力において似通っており、モーティに対する扱いはぞんざいなことが多い。しかし、全てが同じというわけではなく、C-137のリックは、S1E10「リックとの遭遇」において赤ん坊の頃のモーティを思い出し、涙していた。また、同エピソードの中でモーティのことを「モーティの中のモーティ」と評している。
S2E03では、元恋人のユニティーと再会を果たすが彼女に振られ、自殺未遂をするなど繊細な一面もある。
銀河連邦などの敵対勢力から身を守るためあらゆる世界のリック同士で手を組んで要塞都市を構築しているのだが、C-137のリックはそういったことに批判的であり距離を置いている。
モーティ・スミス
声: ジャスティン・ロイランド / 千葉啓介、山口竜之介（スペース・プレイヤーズ）
もうひとりの主人公。リックの孫である14歳の少年で、リックの冒険に連れまわされる。心優しいが気弱でもあり、同級生のジェシカに想いを告げられずにいる。
リックとの冒険を通して酷い思い出を多く有しているが、冒険自体には積極的であり、時には自己主張して冒険の内容を決めさせることもある。
また、多くの経験を積んだせいかリックの発明品の扱いに熟練していたり、宇宙人の文化について詳しくなっている。
ベス・スミス（旧姓 サンチェス）
声: サラ・チョーク / 入江純
リックの娘で、サマーとモーティの母親でジェリーの妻である。職業は馬の心臓外科医。
本当は人間の外科医になりたかったのだが、17歳のころにサマーを妊娠したことで諦めた過去があり、それもあって自身の結婚生活に鬱屈した感情を抱き、離婚する理由を探しているような言動が多い。
幼少期はリックに様々な道具を作らせており、その一つである異世界｢フルーピーランド」において同級生を蜂蜜沼に突き落として置き去りにするなど様々な問題行動があり、ソシオパスの傾向が見られる。
ジェリー・スミス
声: クリス・パーネル / 村治学
サマーとモーティの父親で、ベスの夫。リックの義理の息子にあたる。職業は広告代理店の営業。
リックに反感を持っており、リックがモーティを冒険に連れ出すのを止めようとしたり、リックを老人ホームに入れようと画策していた。
自分に自信がない一方で見栄っ張りな一面もあり、そのためにリックの発明品を借りることさえあった。
サマー・スミス
声: スペンサー・グラマー / 松井暁波
モーティの姉で1７歳。ありきたりで大抵が上辺だけのティーンエイジャーで、人気者になるためパーティを主催するなどしているが上手くいっていない。
祖父のリックに対しては好意的であり、リックと冒険に行くモーティに嫉妬して冒険に同行することもあった。リックを助けに行くため銀河連邦の刑務所に殴り込んだり、冒険先で盗賊団に果敢に立ち向かったりと行動力がある。

## スタッフ

### メインスタッフ
- 原作・総監督 - ジャスティン・ロイランド（第1話 - 第61話（総監督のみ））、ダン・ハーモン
- 製作総指揮 - ジェイムズ・A・フィノ、ジョー・ルッソ二世、ライアン・リドリー（シーズン3）、ダン・ガターマン（シーズン3）
- 監督 - ピート・マイケルス（第2話 - 第21話）、ウェズ・アーチャー（第22話 - ）
- キャラクターデザイン - マイク・チリアン（第1話）、カルロス・オルテガ（第2話 - 第21話、第26話 - ）、マキシマス・ユリウス・ポーソン（第21話 - 第26話）
- アートディレクター - ジェームズ・マクダーモット（第1話 - 第21話）、ジェフリー・M・トンプソン（第22話 - ）
- 背景デザイン - アンドリュー・デ・ランゲ（第2話 - 第20話）、クリス・S・ボールデン（第21話 - 第26話）、ヴァンス・ケインズ（第27話 - ）
- スタジオクリエイティブディレクター - フロリア・ワグナー
- アニメーションディレクター - フロリア・ワグナー（第1話）、ネイサン・リッツ（第2話 - ）
- 色彩監修 - ジェイソン・ボッシュ、フィリップ・ヴォーズ（第22話 - ）
- 編集 - リー・ハーティング、ジャスティン・ロイランド（第1話）
- FX・撮影監督 - トバイアス・アンカー
- 音楽 - ライアン・エルダー
- プロデューサー - J・マイケル・メンデル（第1話 - 第51話）、オリー・グリーン（第1話 - 第41話）、ライアン・リドリー（シーズン2）、ダン・ガターマン（シーズン2）、トム・カイフマン（シーズン3）、ジョナサン・ロイグ（第52話 - ）
- エグゼクティブプロデューサー - キース・クロフォード（第1話 - 第51話）、マイク・ラッゾ（第1話 - 第41話）、デルナ・ベサニア（第1話 - 第31話）、バリー・ウォード（第1話 - 第31話）、マイク・マクマハン（シーズン3）、オリー・グリーン（第42話 - 第61話）、ウォルター・ニューマン（第42話 - 第61話）、スコット・マーダー（第42話 - ）、ケリー・クルーズ（第62話 - ）、キャメロン・タング（第62話 - ）
- アニメーション制作 - バーデル・エンターテインメント（第1話 - 第62話）、スターバーンズ・インダストリー（第1話 - 第21話）、ライトハウス・スタジオ（第63話 - ）
- 製作 - ジャスティン・ロイランズ・ソロヴァニティカード・プロダクション!（第1話 - 第81話）、ハーモニアス・クラップトラップ、スターバーンズ・インダストリー（第1話 - 第21話）、リック・アンド・モーティ, LLC（第22話 - 第31話）、グリーン・ポータル・プロダクション（第32話 - 第51話）、ウィリアムズ・ストリート

### 日本語版スタッフ
- 演出 - 高田浩光
- 翻訳 - 川井田ひろみ、有馬康永
- 調整 - 福島永里佳
- プロデューサー - 末次信二、杉村奈穂（カートゥーン ネットワーク）
- 制作 - 田中洋平、尾澤美牧→植田愛美（ハーフ エイチ・ピー スタジオ）

## 音楽

### 主題歌
「Rick and Morty Theme Song」
作曲 - ライアン・エルダー

### 劇中歌
シーズン1
「Baker Street」（第4話）
作曲 - ジェリー・ラファティー
エンディングテーマとしても使用。
「Look On Down From The Bridge」（第6話）
作詞 - ホープ・サンドヴァル / 作曲 - デヴィッド・ロバック / 歌 - マジー・スター
エンディングテーマとしても使用。
「Run From Your Youth」（第7話）
作曲 - ライアン・エルダー
「X Gon' Give it to Ya」（第9話）
作詞 - Earl Simmons, Shatek King, Kasseem Dean / 歌 - DMX
「For the Damaged Coda」（第10話）
作詞・作曲 - カズ・マキノ、アメデオ・パーチェ、シモーネ・パーチェ / 演奏・歌 - ブロンド・レッドヘッド
エンディングテーマとしても使用。
「Shake That Ass Bitch」
歌 - Splack Pack
「The Rick Dance」
歌 - リック・サンチェス（ジャスティン・ロイランド / 多田野曜平）
シーズン2
「Goodbye Moonmen」（第2話）
作詞 - デヴィッド・フィリップス、ダン・ハーモン / 作曲 - ライアン・エルダー / 歌 - ファート（ジェマイン・クレメント）
「Do You Feel It?」（第3話）
歌 - Chaos Chaos
エンディングテーマとしても使用。
「Summer & Tinkles Song」（第4話）
歌 - ティンクルズ（タラ・ストロング）
「Get Schwifty」（第5話）
歌 - リック・サンチェス（ジャスティン・ロイランド / 多田野曜平）
「Head Bent Over」（第5話）
歌 - リック・サンチェス（ジャスティン・ロイランド / 多田野曜平）、モーティ・スミス（ジャスティン・ロイランド / 千葉啓介）
「Feels Good」（第9話）
作詞・作曲 - Raphael Wiggins, D'Wayne Wiggins, Timothy Christian Riley, Mopreme Shakur / 歌 - Tony! Toni! Toné!
「Hurt」（第10話）
作詞・作曲 - トレント・レズナー / 歌 - ナイン・インチ・ネイルズ
エンディングテーマとしても使用。

## エピソード
| 話数 （通算） | サブタイトル原題                                                          | 脚本 | ストーリーボード | 演出                         | 放送日          | 配信日          |
| シーズン1     | シーズン1                                                                 | シーズン1 | シーズン1 | シーズン1                    | シーズン1       | シーズン1       |
| ------------- | ------------------------------------------------------------------------- | --- | --- | ---------------------------- | --------------- | --------------- |
| 1             | アドベンチャーのはじまりPilot                                             | ダン・ハーモン ジャスティン・ロイランド                                                                                 | ヴィラモア・クルツ ジョン・ファウンテン スコット・ヒル ティム・ホプキンズ マシュー・タイラー J・C・ウェグマン マイク・ヴェッターハン | ジャスティン・ロイランド     | 2013年 12月3日  | 2016年 5月1日   |
| 2             | 夢への侵入Lawnmower Dog                                                   | ライアン・リドリー | スコット・アルバーツ ヴィラモア・クルツ ブライアン・ニュートン                                                                       | ジョン・ライス               | 12月9日         | 2016年 5月1日   |
| 3             | 体内テーマパークAnatomy Park                                              | エリック・アコスタ ウェイド・ランドルフ                                                                                 | スコット・アルバーツ ヴィラモア・クルツ                                                                                              | ジョン・ライス               | 12月16日        | 2016年 5月1日   |
| 4             | 宇宙人とバーチャルリアリティM. Night Shaym-Aliens!                        | トム・カウフマン | ブライアン・L・フランシス フレッド・レイエス                                                                                         | ジェフ・マイヤーズ           | 2014年 1月13日  | 2016年 5月1日   |
| 5             | ミーシークスMeeseeks and Destroy                                          | ライアン・リドリー | フアン・メザレオン マーク・マキシー                                                                                                  | ブライアン・ニュートン       | 1月20日         | 2016年 5月1日   |
| 6             | ホレ薬Rick Potion #9                                                      | ジャスティン・ロイランド                                                                                                | ラフィーノ・ロイ・カマチョ二世 ダン・オコナー                                                                                        | スティーブン・サンドヴァル   | 1月27日         | 2016年 5月1日   |
| 7             | セックスロボットRaising Gazorpazorp                                       | エリック・アコスタ ウェイド・ランドルフ                                                                                 | ブライアン・L・フランシス フレッド・レイエス                                                                                         | ジェフ・マイヤーズ           | 3月10日         | 2016年 5月1日   |
| 8             | ケーブルテレビのアップグレードRixty Minutes                               | トム・カウフマン ジャスティン・ロイランド                                                                               | フアン・メザレオン マーク・マキシー                                                                                                  | ブライアン・ニュートン       | 3月17日         | 2016年 5月1日   |
| 9             | 何かがやってくるSomething Ricked This Way Comes                           | マイク・マクマハン | スコット・アルバーツ ヴィラモア・クルツ ダン・オコナー                                                                               | ジョン・ライス               | 3月22日         | 2016年 5月1日   |
| 10            | リックとの遭遇Close Rick-counters of the Rick Kind                        | ライアン・リドリー | ラフィーノ・ロイ・カマチョ二世 ダン・オコナー                                                                                        | スティーブン・サンドヴァル   | 4月7日          | 2016年 5月1日   |
| 11            | 留守宅にてRicksy Business                                                 | ライアン・リドリー トム・カウフマン                                                                                     | ラフィーノ・ロイ・カマチョ二世 エリカ・ヘイズ ダン・オコナー                                                                         | スティーブン・サンドヴァル   | 4月14日         | 2016年 5月1日   |
| シーズン2     |                                                                           | | |                              |                 |                 |
| 1 （12）      | パラレルワールドA Rickle in Time                                          | マット・ローラー | スコット・アルバーツ マーティン・アーチャー                                                                                          | ウェズ・アーチャー           | 2015年 7月26日  | 不明            |
| 2 （13）      | 暗殺者を止めろ！Mortynight Run                                            | デヴィッド・フィリップス                                                                                                | ラフィーノ・ロイ・カマチョ二世 エリカ・ヘイズ                                                                                        | ドミニク・ポルチーニョ       | 8月2日          | 不明            |
| 3 （14）      | 最高の休日Auto Erotic Assimilation                                        | ライアン・リドリー | マーク・マキシー テッド・スターン | ブライアン・ニュートン       | 8月9日          | 不明            |
| 4 （15）      | ニセモノか、ホンモノかTotal Rickall                                       | マイク・マクマハン | エリック・マクコーネル ダン・オコナー                                                                                                | フアン・メザレオン           | 8月16日         | 不明            |
| 5 （16）      | ハイになれGet Schwifty                                                    | トム・カウフマン | スコット・アルバーツ マーティン・アーチャー                                                                                          | ウェズ・アーチャー           | 8月23日         | 不明            |
| 6 （17）      | スペースカーとミクロ宇宙The Ricks Must Be Crazy                           | ダン・ガターマン | ラフィーノ・ロイ・カマチョ二世 エリカ・ヘイズ                                                                                        | ドミニク・ポルチーニョ       | 8月30日         | 不明            |
| 7 （18）      | 俺はタイニー・リックBig Trouble in Little Sanchez                         | アレックス・ルーベンス                                                                                                  | マーク・マキシー テッド・スターン | ブライアン・ニュートン       | 9月13日         | 不明            |
| 8 （19）      | 宇宙人病院での騒動Interdimensional Cable 2: Tempting Fate                 | ダン・ガターマン ライアン・リドリー ジャスティン・ロイランド                                                            | エリカ・ヘイズ マーク・マキシー エリック・マクコーネル ダン・オコナー                                                                | フアン・メザレオン           | 9月20日         | 不明            |
| 9 （20）      | パージ祭りLook Who's Purging Now                                          | ダン・ハーモン ライアン・リドリー ジャスティン・ロイランド                                                              | ラフィーノ・ロイ・カマチョ二世 エリカ・ヘイズ                                                                                        | ドミニク・ポルチーニョ       | 9月27日         | 不明            |
| 10 （21）     | とんだウェディングThe Wedding Squanchers                                  | トム・カウフマン | スコット・アルバーツ マーティン・アーチャー                                                                                          | ウェズ・アーチャー           | 10月4日         | 不明            |
| シーズン3     |                                                                           | | |                              |                 |                 |
| 1 （22）      | 絶品の四川風ソースThe Rickshank Rickdemption                              | マイク・マクマハン | ラフィーノ・ロイ・カマチョ二世 エリカ・ヘイズ キョンヘ・リム                                                                         | フアン・メザレオン           | 2017年 4月1日   | 不明            |
| 2 （23）      | アイソトープ322Rickmancing the Stone                                      | ジェーン・ベッカー | マーティン・アーチャー デヴィッド・ボナンノ ロケット・エカーズ                                                                       | ドミニク・ポルチーニョ       | 7月30日         | 不明            |
| 3 （24）      | ピクルス・リックの冒険Pickle Rick                                         | ジェシカ・ガオ | スコット・アルバーツ エンリケ・ジャルディム ダグラス・アイナル・オルセン                                                             | アントニー・チャン           | 8月6日          | 不明            |
| 4 （25）      | ビンディケーターズ3Vindicators 3: The Return of Worldender                | サラ・カービエナー エリカ・ロスビ                                                                                       | ユージン・ファン マーク・マキシー テッド・スターン                                                                                   | ブライアン・ニュートン       | 8月13日         | 不明            |
| 5 （26）      | ガクブル・コースターThe Whirly Dirly Conspiracy                           | ライアン・リドリー | ラフィーノ・ロイ・カマチョ二世 エリカ・ヘイズ キョンヘ・リム                                                                         | フアン・メザレオン           | 8月20日         | 不明            |
| 6 （27）      | 解毒と浄化で超健康Rest and Ricklaxation                                   | トム・カウフマン | スコット・アルバーツ エンリケ・ジャルディム ダグラス・アイナル・オルセン                                                             | アントニー・チャン           | 8月27日         | 不明            |
| 7 （28）      | アトランティス最高!The Ricklantis Mixup Tales from the Citadel            | ダン・ガターマン ライアン・リドリー                                                                                     | マーティン・アーチャー デヴィッド・ボナンノ ロケット・エカーズ                                                                       | ドミニク・ポルチーニョ       | 9月10日         | 不明            |
| 8 （29）      | モーティーのパニック・メモリーMorty's Mind Blowers                        | マイク・マクマハン ジェームズ・シチリアーノ ライアン・リドリー ダン・ガターマン ジャスティン・ロイランド ダン・ハーモン | ユージン・ファン マーク・マキシー テッド・スターン                                                                                   | ブライアン・ニュートン       | 9月17日         | 不明            |
| 9 （30）      | フルーピーランドへようこそThe ABC's of Beth                               | マイク・マクマハン | ラフィーノ・ロイ・カマチョ二世 エリカ・ヘイズ キョンヘ・リム                                                                         | フアン・メザレオン           | 9月24日         | 不明            |
| 10 （31）     | アメリカを見捨てた2人The Rickchurian Mortydate                            | ダン・ハーモン | エンリケ・ジャルディム ダグラス・アイナル・オルセン                                                                                  | アントニー・チャン           | 10月1日         | 不明            |
| シーズン4     |                                                                           | | |                              |                 |                 |
| 1 （32）      | オール・ユー・ニード・イズ・ダイEdge of Tomorty: Rick Die Rickpeat        | マイク・マクマハン | 不明 | エリカ・ヘイズ               | 2019年 11月10日 | 2019年 12月22日 |
| 2 （33）      | 老人と便器The Old Man and the Seat                                        | マイケル・ウォルドロン                                                                                                  | 不明 | ジェイコブ・ヘア             | 11月17日        | 2019年 12月22日 |
| 3 （34）      | オーシャンズ・モーティOne Crew over the Crewcoo's Morty                   | ケイティ・デラニー | 不明 | ブライアン・ニュートン       | 11月24日        | 2019年 12月22日 |
| 4 （35）      | リックのドラゴンハートClaw and Hoarder: Special Ricktim's Morty           | ジェフ・ラブネス | 不明 | アンソニー・チェン           | 12月8日         | 2019年 12月22日 |
| 5 （36）      | 宇宙ヘビ大戦争Rattlestar Ricklactica                                      | ジェームズ・シチリアーノ                                                                                                | 不明 | ジェイコブ・ヘア             | 12月15日        | 2019年 12月22日 |
| 6 （37）      | 出口のない物語Never Ricking Morty                                         | ジェフ・ラブネス | 不明 | エリカ・ヘイズ               | 2020年 3月3日   | 2020年 5月3日   |
| 7 （38）      | エイリアン文明Promortyus                                                  | ジェフ・ラブネス | 不明 | ブライアン・ニュートン       | 3月10日         | 2020年 5月3日   |
| 8 （39）      | 困った時は酸のタンクThe Vat of Acid Episode                               | ジェフ・ラヴネス アルブロ・ランディ                                                                                     | 不明 | ジェイコブ・ヘア             | 3月17日         | 2020年 5月3日   |
| 9 （40）      | 親の責任Childrick of Morty                                                | ジェームズ・シチリアーノ                                                                                                | 不明 | イム・キョンヒ               | 3月24日         | 2020年 5月3日   |
| 10 （41）     | 宇宙大戦争: ベスの帰還Star Mort Rickturn of the Jerri                     | アン・レーン | 不明 | エリカ・ヘイズ               | 3月31日         | 2020年 5月3日   |
| シーズン5     |                                                                           | | |                              |                 |                 |
| 1 （42）      | ようこそお客様Mort Dinner Rick Andre                                      | ジェフ・ラヴネス | 不明 | ジェイコブ・ヘア             | 2021年 6月20日  | 2021年 6月21日  |
| 2 （43）      | 増殖一家Mortyplicity                                                      | アルブロ・ランディー | 不明 | ルーカス・グレイ             | 6月27日         | 6月28日         |
| 3 （44）      | 恋は盲目A Rickconvenient Mort                                             | ロブ・シュラブ | 不明 | フアン・メザ・レオン         | 7月4日          | 7月5日          |
| 4 （45）      | 生死をかけた精子との戦いRickdependence Spray                              | ニック・ラザフォード | 不明 | エリカ・ヘイズ               | 7月11日         | 7月12日         |
| 5 （46）      | それぞれの夜Amortycan Grickfitti                                          | アン・レーン | 不明 | イム・キョンヒ               | 7月18日         | 7月19日         |
| 6 （47）      | 血まみれの感謝祭Rick & Morty's Thanksploitation Spectacular               | ジェームズ・シチリアーノ                                                                                                | 不明 | ダグラス・オルセン           | 7月25日         | 7月26日         |
| 7 （48）      | ゴートロン発進!Gotron Jerrysis Rickvangelion                              | ジョン・ハリス | 不明 | ジェイコブ・ヘア             | 8月1日          | 8月2日          |
| 8 （49）      | 親友再生計画Rickternal Friendshine of the Spotless Mort                   | アルブロ・ランディ | 不明 | エリカ・ヘイズ               | 8月8日          | 8月9日          |
| 9 （50）      | 新しい相棒Childrick of Morty                                              | シオバン・トンプソン | 不明 | イム・キョンヒ               | 9月5日          | 9月6日          |
| 10 （51）     | 世界の真実Rickmurai Jack                                                  | ジェフ・ラブネス スコット・マーダー                                                                                     | 不明 | ジェイコブ・ヘア             | 9月5日          | 9月6日          |
| シーズン6     |                                                                           | | |                              |                 |                 |
| 1 （52）      | 宇宙の漂流者Solaricks                                                     | アルブロ・ランディ | 不明 | ジェイコブ・ヘア             | 2022年 9月4日   | 2022年 9月5日   |
| 2 （53）      | ダイ・ハードっぽいやつRick: A Mort Well Lived                             | アレックス・ルーベンス                                                                                                  | 不明 | イム・キョンヒ               | 9月11日         | 9月12日         |
| 3 （54）      | 自分大好きBethic Twinstinct                                               | アン・レーン | 不明 | ダグラス・アイナル・オルセン | 9月18日         | 9月19日         |
| 4 （55）      | 夜家族Night Family                                                        | ロブ・シュラブ | 不明 | ジェイコブ・ヘア             | 9月25日         | 9月26日         |
| 5 （56）      | 運命の力Final DeSmithation                                                | ヘザー・アン・キャンベル                                                                                                | 不明 | ダグラス・アイナル・オルセン | 10月2日         | 10月3日         |
| 6 （57）      | 恐竜新時代Juricksic Mort                                                  | ニック・ラザフォード | 不明 | イム・キョンヒ               | 10月9日         | 10月10日        |
| 7 （58）      | 意欲の亡者Full Meta Jackrick                                              | アレックス・ルーベンス                                                                                                  | 不明 | ルーカス・グレイ             | 11月20日        | 11月21日        |
| 8 （59）      | セラピー効果Analyze Piss                                                  | フィル・マーク・サガドラカ                                                                                              | 不明 | ジェームズ・シチリアーノ     | 11月27日        | 11月28日        |
| 9 （60）      | 太陽王モーティA Rick in King Mortur's Mort                                | アン・レーン | 不明 | ジェイコブ・ヘア             | 12月4日         | 12月5日         |
| 10 （61）     | 裏切りのクリスマスRicktional Mortpoon's Rickmas Mortcation                | スコット・マーダー | 不明 | イム・キョンヒ               | 12月11日        | 12月12日        |
| シーズン7     |                                                                           | | |                              |                 |                 |
| 1 （62）      | プーピーバットホール我に返るHow Poopy Got His Poop Back                   | ニック・ラザフォード | 不明 | ルーカス・グレイ             | 2023年 10月5日  | 2023年 10月6日  |
| 2 （63）      | ジェリッキーThe Jerrick Trap                                              | アルブロ・ランディ ジェームズ・シチリアーノ                                                                             | 不明 | イム・キョンヒ               | 10月22日        | 10月23日        |
| 3 （64）      | セラピーの力Air Force Wong                                                | アレックス・ルーベンス                                                                                                  | 不明 | ジェイコブ・ヘア             | 10月29日        | 10月30日        |
| 4 （65）      | スパゲッティの真実That's Amorte                                           | ヘザー・アン・キャンベル                                                                                                | 不明 | ルーカス・グレイ             | 11月5日         | 11月6日         |
| 5 （66）      | 許せない男Unmortricken                                                    | アルブロ・ランディ ジェームズ・シチリアーノ                                                                             | 不明 | ジェイコブ・ヘア             | 11月12日        | 11月13日        |
| 6 （67）      | 冒険の定義Rickfending Your Mort                                           | コーディー・ジグラー | 不明 | ジェイコブ・ヘア             | 11月19日        | 11月20日        |
| 7 （68）      | 心を開いてWet Kuat Amortican Summer                                       | アレックス・ソンシア | 不明 | ルーカス・グレイ             | 11月26日        | 11月27日        |
| 8 （69）      | 数字星人の襲来: ザ・ムービーRise of the Numbericons: The Movie            | フィル・マーク・サガドラカ                                                                                              | 不明 | ルーカス・グレイ             | 12月3日         | 12月4日         |
| 9 （70）      | 死後の世界Mort: Ragnarick                                                 | ジェレミー・ギルフォー スコット・マーダー                                                                               | 不明 | イム・キョンヒ               | 12月10日        | 12月11日        |
| 10 （71）     | 一番怖いものFear No Mort                                                  | ヘザー・アン・キャンベル                                                                                                | 不明 | ユージーン・ホワン           | 12月17日        | 12月18日        |
| シーズン8     |                                                                           | | |                              |                 |                 |
| 1 （72）      | 恐怖のサマーHow Poopy Got His Poop Back                                   | ジェス・ラチャー | 不明 | フィル・マーク・サガドラカ   | 2025年 5月25日  | 2025年 5月26日  |
| 2 （73）      | バルクリックValkyrick                                                     | スコット・マーダー | 不明 | ジェイコブ・ヘア             | 6月1日          | 6月2日          |
| 3 （74）      | ザ・リック ザ・モーティー&アグリーThe Rick, The Mort & The Ugly           | アルブロ・ランディ ジェームズ・シチリアーノ マイケル・ケルナー                                                          | 不明 | ブライアン・カウフマン       | 6月8日          | 6月9日          |
| 4 （75）      | ジェリーの最後の誘惑The Last Temptation of Jerry                          | ヘザー・アン・キャンベル                                                                                                | 不明 | ダグラス・アイナー・オルセン | 6月15日         | 6月16日         |
| 5 （76）      | クリオ・モート・ア・リックバーCryo Mort a Rickver                         | ニック・ラザフォード | 不明 | フィル・マーク・サガドラカ   | 6月22日         | 6月23日         |
| 6 （77）      | ベスジャミン・バトンのリック的人生The Curicksous Case of Bethjamin Button | ヘザー・アン・キャンベル ジェス・ラチャー                                                                               | 不明 | ユージン・ファン             | 6月29日         | 6月30日         |
| 7 （78）      | フィクションよりリック的Ricker than Fiction                               | ロブ・シュラブ | 不明 | ダグラス・アイナル・オルセン | 7月6日          | 7月7日          |
| 8 （79）      | ノモートランドNomortland                                                  | アルブロ・ランディ ジェームズ・シチリアーノ                                                                             | 不明 | フィル・マーク・サガドラカ   | 7月13日         | 7月14日         |
| 9 （80）      | モーティ・ダディMorty Daddy                                               | ベス・ステリング | 不明 | ユージン・ファン             | 7月20日         | 7月21日         |
| 10 （81）     | ホット・リックHot Rick                                                    | アルブロ・ランディ ジェームズ・シチリアーノ                                                                             | 不明 | ブライアン・カウフマン       | 7月27日         | 7月28日         |

## 公開と評価
番組は初めてアダルトスイム2012年度の今後の作品発表会で紹介された。アダルトスイムはシーズン1として30分で10話分（第1話を除く）発注した。脚本のマット・ローラーはTwitterを通じて、番組のシーズン2が更新され、2015年7月26日から放送されることを認めた。シーズン3は2017年4月1日から放送され、2019年11月にシーズン4が放送、そして2021年6月20日よりシーズン5が新たに放送される。
日本ではNetflixにて2021年6月21日よりシーズン5が配信されたが、2022年8月12日をもって配信終了した。

### 批評家の評価
作品は批評家から称賛を受け、レビューサイトRotten Tomatoesで100%の支持を得ている。さらに、『リック・アンド・モーティ』シーズン1はMetacriticで8つの批評でスコア85を得て「宇宙的称賛」と評されている。『サンフランシスコ・クロニクル』のデイビッド・ウェイギャンドは番組を「一風変わって、時に荒々しい... でもうまくいってる」と綴った。彼はアニメ監督のジェームズ・マクダーモットの「台本通りの新鮮さ、色鮮やかさと荒さ」を保っている点を称え、番組には「『フューチュラマ』、『サウスパーク』や『ビートルジュース』でさえの影を引き継いでいるが、作品のユーモアは『全くのオリジナル』であると感じる」と評した。『ニューヨーク・タイムズ』のニール・ゲンズリンガーは作品を称え「華麗なる錯乱した祖父から孫への教育」と綴った。『バラエティ誌』のトッド・スパングラーは作品に対して冷めた評価をしている。彼は作品には妥協できる点があり、他のアダルトスイムの作品と比較した上で「ウィットに富んでいる点に依存しすぎなだけに見える」とし、番組の「ちょっと大きい空想への自由な挑戦」を楽しんでいた。『The A.V. Club』のデイビッド・シムズは番組に"A-"を与えた。始めの2話分で、彼は「クリーンで単純なスタイル」と称賛している。彼は番組には「暗く、ひどくセンシティブである」と綴り、番組の「各登場人物に対するさらに奥深さを与えようとしている努力」を評し、さらにロイランドの主人公2人分の声の出演も称えている。

### オンライン配信
アダルトスイムは第1話をiTunesで配信し、シーズン1全話に、2013年サンディエゴコミコン・インターナショナルでのクリエーターのハーモンとロイランドの37分のインタビューを共に配信した。11話分は番組公式サイトでも視聴ができる。始めの6話分は短期間だったがYouTubeにアップロードされていた。エピソード『ケーブルテレビのアップグレード』は放送前に局がInstagramに109の15秒動画で配信した。数話分はアダルトスイムの公式サイトで無料で視聴することができるが、他はアメリカでのケーブルテレビ契約者向けに配信されている。シーズン1は2015年6月にオンデマンドサイトHuluで配信が開始された。シーズン2も2016年6月時点で配信されている。日本ではNetflixで2016年5月1日からシーズン1～3までが日本語吹替版と字幕版、両方で配信されていたが、2018年12月4日をもって一部シーズンの配信を終了した。しかし、2019年1月1日に再び全シーズンの配信を再開した。

### DVD&Blu-rayリリース
ワーナー・ホーム・ビデオより、シーズン1全話収録2014年10月7日に DVD（リージョン1）とBlu-rayで発売された。発売前に、ロイランドはピー音が入っていないバージョンもあると認めた。シーズン2は2016年6月7日に DVD（リージョン1）/Blu-rayで発売された。

## 受賞歴
| 年度 | 賞                                      | 部門                                                                | 対象                                                                              | 結果 |        |
| ---- | --------------------------------------- | ------------------------------------------------------------------- | --------------------------------------------------------------------------------- | ---- | ------ |
| 2018 | クリティクス・チョイス・アワード        | 最優秀アニメシリーズ賞                                              | 『リック・アンド・モーティ』                                                      | 受賞 | [ 32 ] |
| 2018 | アニー賞                                | テレビアニメ作品賞                                                  | 「ピクルス・リックの冒険」（シーズン3）                                           | 受賞 | [ 33 ] |
| 2018 | アニー賞                                | アニメーション作品脚本賞                                            | ライアン・リドリー、ダン・ガターマン 「アトランティス最高!」（シーズン3）に対して | 受賞 | [ 33 ] |
| 2018 | エミー賞                                | 最優秀アニメ番組賞                                                  | 「ピクルス・リックの冒険」（シーズン3）                                           | 受賞 | [ 34 ] |
| 2020 | エミー賞                                | 最優秀アニメ番組賞                                                  | 「困った時は酸のタンク」（シーズン4）                                             | 受賞 | [ 34 ] |
| 2021 | American Cinema Editors Awards          | Best Edited Animation (Non-Theatrical)                              | リー・ハーティング 「宇宙ヘビ大戦争」（シーズン4）に対して                        | 受賞 | [ 35 ] |
| 2022 | Hollywood Critics Association TV Awards | Best Broadcast Network or Cable Animated Series or Television Movie | 『リック・アンド・モーティ』                                                      | 受賞 | [ 36 ] |

## ゲーム

### Pocket Mortys
2016年1月14日、Adult Swim Gamesは、iOS/Android用ゲーム『Pocket Mortys』を配信開始した。
『Pocket Mortys』は『ポケットモンスター』シリーズのパロディにもなっており、プレイヤーはリックとなって様々な次元にいるモーティの仲間にしながらゲームを進めていく内容である。モーティには"Rock"、"Paper"、"Scissors"の属性のうちいずれかが割り振られており、これらの属性は三すくみとなっている。

## スピンオフ作品

### リック・アンド・モーティ 侍と将軍
リック・アンド・モーティ 侍と将軍（原題：Samurai&Shogun）は、江戸時代の日本を舞台にしたスピンオフ短編で、アメリカでは2020年6月5日にカートゥーン ネットワークのTOONAMIにて放送された後、YouTubeにて配信された。日本で制作され、リックとモーティの声優は日本語吹替版と同じく多田野曜平と千葉啓介を起用し、監督・脚本は佐藤懐智、アニメ制作はスタジオディーンのCG部門であるDEEN DIGITALが担当。

#### スタッフ
- 監督・シナリオ - 佐藤懐智[39]
- 絵コンテ・演出 - わたなべひろし[39]
- プロデューサー - 寺島真樹子（Production I.G USA）[39]
- 制作プロデューサー - 飯嶋浩次[39]
- アニメーション制作 - DEEN DIGITAL[39]

### リック・アンド・モーティ対ジェノサイダー
リック・アンド・モーティ対ジェノサイダー（原題：Rick and Morty vs. Genocider）は、2020年7月に放映された短編アニメ。

#### スタッフ
- 監督 - 佐野隆史[41]
- 制作 -  SOLA DIGITAL ARTS
- アニメーション制作 - テレコム・アニメーションフィルム

### サマー・ミーツ・ゴッド
サマー・ミーツ・ゴッド（原題：Summer Meets God (Rick Meets Evil)）は、2021年8月に放映された短編アニメ。

#### スタッフ
- 監督 - 佐野隆史
- 音楽 - 高橋哲也
- 制作 -  SOLA DIGITAL ARTS
- アニメーション制作 - テレコム・アニメーションフィルム

### 秋葉原大決戦
秋葉原大決戦（原題：The Great Yokai Battle of Akihabara）は、2021年10月に放映された短編アニメ。ハロウィーンがテーマとなっている。

#### スタッフ
- 監督 - 松本勝[44]
- 脚本 - 福島直浩[45]
- 演出・CGI監督 - 安部保仁
- 音楽 - 高橋哲也
- 製作総指揮 - ジェイソン・デマルコ
- 製作 - ジョセフ・チョウ
- アニメーション制作 - SOLA DIGITAL ARTS
- CGIプロダクション - YAMATOWORKS

#### キャスト
- 山田Q作 - 安原義人
- みるく - 桜坂美穂
- トースターAI - 中田俊輔
- メイド - MoeMi

## 哲学
一部の視聴者は、『リック・アンド・モーティ』は哲学的特徴があるメッセージを伝えていると考えている。また番組は実存主義であるという考えもあり、リックの大抵の行動や番組を通じて発見できる特徴から立証されている。さらにはモーティはある程度、実存主義すぎると論されている。特にシーズン1第8話『ケーブルテレビのアップグレード』でのサマーに対する屁理屈に現れている:
冒険の中で、じーちゃんと僕は世界を破壊したことがあったろ? その事実から逃げ出して、ここに来たんだ。ここでは世界は破壊されてなかったし、僕らは死んでいた。だからここに来て、死んだ自分たちを埋めて、い- 入れ替わって暮らしているだけなんだよ。僕は自分の腐った死体から20メートルしか離れていないところで、毎朝ごはんを食べてる。 [...] みんな産まれようと思って、産まれてきたワケじゃないでしょう? それにいつかみんな死ぬんだよ。テレビ見ようよ。
もう1つの番組が実存主義を伝えている点は、常に宇宙に比べると地球は重要ではないと気付かされることである。この点はジョークでもあるし、真剣議論される点でもある。

## 外部サイト
- Watch Rick and Morty on Adult Swim（英語）
- リック・アンド・モーティ - Netflix（日本語）
- Rick and Morty (@RickandMorty) - X（旧Twitter）
- リック・アンド・モーティ - IMDb（英語）
- リック・アンド・モーティ - Metacritic（英語）
- リック・アンド・モーティ - Rotten Tomatoes（英語）